# Chief Joseph
Hin-mah-too-yah-lat-kekt, beter bekend als Chief Joseph of Young Joseph (Wallowa Valley, 3 maart 1840 - Colville Indian Reservation, 21 september 1904) was een leider van de Wal-lam-wat-kain (Wallowa) stam van de Nez Percé en is bekend van zijn strijd tegen de Amerikanen in de Nez Percé-oorlog.

## Biografie

### Vroege leven
Chief Joseph werd geboren onder de naam Hin-mah-too-yah-lat-kekt (Niimiipuutímt: Donder die van de berg afrolt) in de vallei van de Wallowa River als de oudste zoon van Old Joseph en zijn zoon kwam bekend te staan als Young Joseph. Zijn vader had de naam Joseph in 1838 aangenomen nadat hij gedoopt was door de presbyteriaanse missionaris Henry Spalding. Door de toenemende komst van kolonisten naar het leefgebied van de Nez Percé werd in 1863 moest het reservaat van hen verkleind worden, maar Old Joseph ging niet akkoord met de verkleinde leefgebieden. In 1871 overleed Old Joseph en volgde Young Joseph zijn vader op als leider en de nieuwe stamleider leefde volgens een credo: "een man die niet houdt van zijn vaders graf is erger dan een wild dier."

### Stamhoofd
De broer van Chief Joseph, Ollokot, stond zijn broer bij in de leiding over hun stam. Waar Joseph de geboren diplomaat was en het geweld verafschuwde was zijn broer de vechtjas van het gezin en completeerden de twee elkaar. Enkele jaren lang leefden de ongebonden stammen, zoals die van Chief Joseph, een rustig bestaan, maar er kwam een kentering in het beleid in 1877. Generaal Oliver O. Howard had Chief Joseph een ultimatum gesteld om in het reservaat te gaan leven, maar nadat een aantal jonge stamleden van de Wallowa een paar kolonisten hadden gedood kon het stamhoofd geen kant meer op. Bij de White Bird Canyon kwam het tot een ongelukkig treffen met het leger waarbij de Nez Percé het Amerikaanse leger kon verslaan.
Vervolgens zette het leger de achtervolging in op de 750 Nez Percé die in opstand waren gekomen en onder de leiding van Chief Joseph, Looking Glass en Poker Joe vluchtten ze naar de Crows. Toen ze daar niet welkom waren vluchtten ze verder richting Canada, in de hoop daar bescherming te vinden bij Sitting Bull. Onder Chief Joseph werd er een strak tempo gehanteerd waarmee de stam bijna de Canadese grens haalde, maar doordat het leiderschap overging naar Looking Glass werd de pas vertraagd waardoor generaal Nelson A. Miles hen bij kon halen. Toen de situatie uitzichtlozer werd na de komst van Howard gaf Chief Joseph zich over aan Miles. Een boodschapper bracht zijn woorden over naar de generaal:

Zeg tegen generaal Howard dat ik zijn hard doorgrond. Wat hij tegen mij zei voor ik mijn hart gaf. Ik ben het strijden moe. (...) Ik wil de tijd hebben om mijn kinderen te zoeken en kijken hoeveel ik er terug kan vinden. (...) Luister mijn hoofdlieden! Ik ben moe, mijn hart is ziek en droef. Vanwaar de zon nu staat, zal ik nooit meer oorlog voeren.

### Laatste jaren

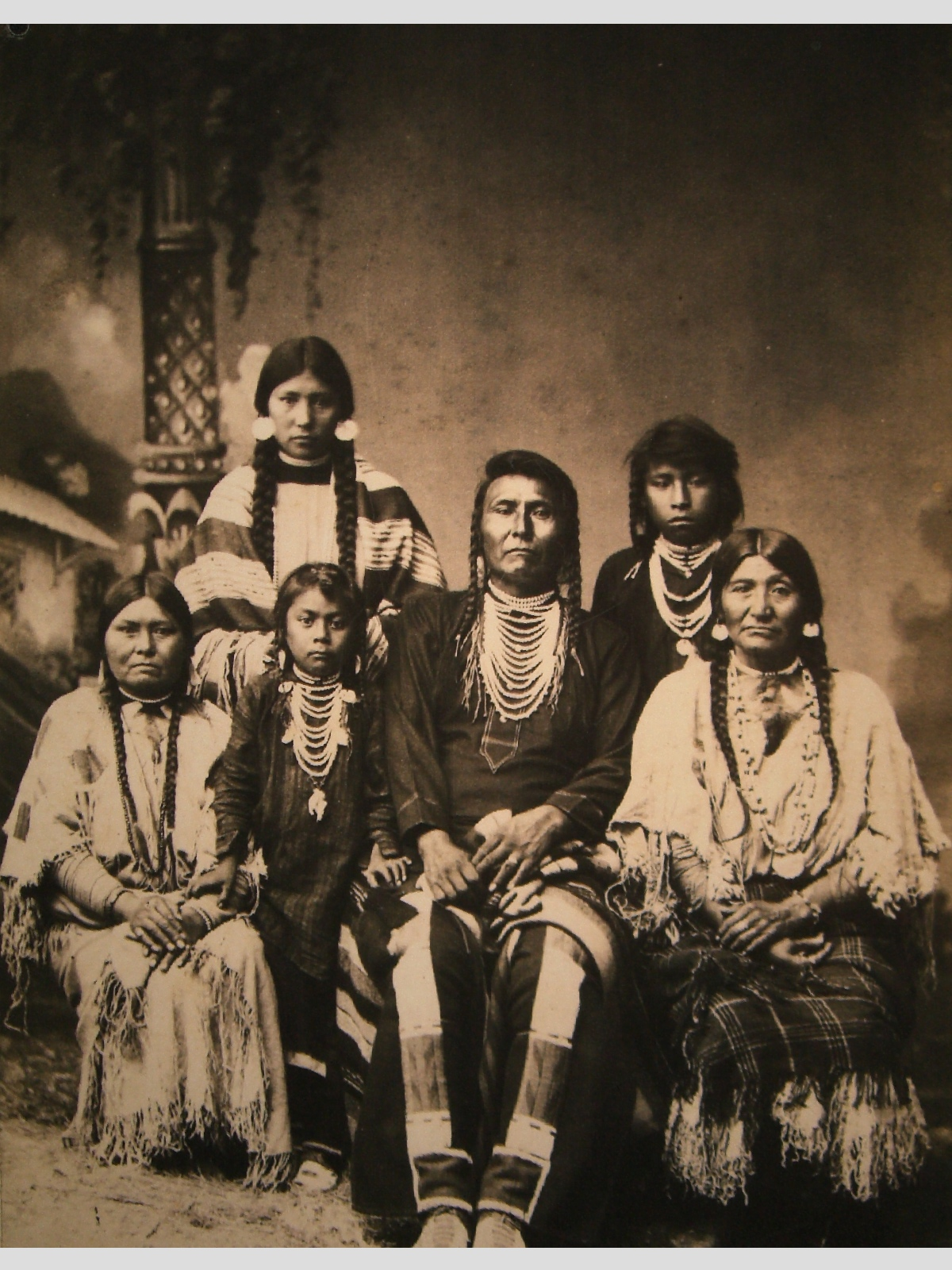
Chief Joseph en zijn familie, gefotografeerd omstreeks 1880.

Ondanks dat Chief Joseph had onderhandeld met Miles, werden diens beslissingen teruggedraaid door William Tecumseh Sherman die de opstandige Nez Percé wilden bestraffen. Chief Joseph en de zijnen werden daarop naar Fort Leavenworth in Kansas gestuurd waar ze als oorlogsgevangenen vastzaten. Na de zomer werden de overlevenden naar het Indian Territory gestuurd. Chief Joseph bleef zich inzetten voor de thuiskomst van zijn volk in Oregon en hij bezocht in 1879 zelfs president Rutherford B. Hayes in Washington D.C.. Pas in 1885 keerde Chief Joseph met zijn volk terug in het Pacific Northwest, maar niet in het door hen zo geliefde land. In plaats daarvan kwamen ze terecht in een reservaat in de staat Washington.
In zijn laatste jaren bekritiseerde Chief Joseph vele malen het beleid van de Amerikaanse overheid. Hij overleed uiteindelijk in 1904 volgens zijn dokter aan een gebroken hart.

## Nalatenschap
In de film I Will Fight No More Forever  uit 1975 werd zijn rol gespeeld door Ned Romero en George Mitchell speelde zijn rol in de Broadway-productie Indians. Daarnaast zijn er verschillende geografische plaatsen naar Chief Joseph vernoemd, waaronder de plaats Joseph en de Chief Joseph Dam.